# زيرون مخطط
زيرون مخطط (الاسم العلمي:Xyris stricta) هو نوع من النباتات يتبع جنس الزيرون من الفصيلة الزيرونية.